# Steel Pole Bath Tub
Steel Pole Bath Tub est un groupe de punk hardcore et noise rock américain, originaire de Bozeman, dans le Montana. Actif entre 1986 et 2002, le groupe comprenait Mike Morasky (guitare/voix) et Dale Flattum (basse/voix), ainsi que Darren Mor-X (batterie) lorsqu'ils viennent à Seattle pour s'établir ensuite à San Francisco.

## Biographie

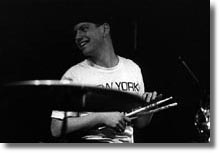
Darren Mor-X.

Le groupe est connu pour son style bruyant et chaotique et l'usage de samples d'extraits de films et de télévision. Leurs premiers singles et albums sont signés Boner Records puis Slash Records. Cette signature en 1995 fait partie de la mode pour les groupes alternatifs de grunge comme Nirvana,.
Après un premier album sans beaucoup de samples, il avait comme projet de reprendre le premier album des Cars. Mais le label Slash refuse ce projet et Steel Pole Bath Tub ne produit plus de disque jusqu'à la fin du contrat en 2002, où il sort leur second album Unlistenable d'après un commentaire de Slash Records. Ils se reforment pour jouer au festival Beyond the Pale au DNA Lounge de San Francisco en novembre 2002, avec Neurosis et Tarantula Hawk, avant de se dissoudre. Parallèlement à cette brouille, Mike Morasky et Dale Flattum menèrent des projets parallèles comme Tumor Circus avec Jello Biafra ou bien Mike Cult qui fit une apparition sur le projet M13, M pour Marseille.
Ils se réunissent pour jouer un concert au Doug Fir Lounge de Portland, en Oregon, le 4 septembre 2008 (MusicFestNW). Leur chanson Train to Miami, de l'album The Miracle of Sound in Motion, est incluse dans une publicité pour le jeu vidéo Left 4 Dead. Mike Morasky écrira aussi les chansons du groupe fictif Midnight Riders  dans la suite du jeu, Left 4 Dead 2.

## Discographie

### Steel Pole Bath Tub
- 1989 : Butterfly Love (Boner Records)
- 1990 : Lurch (Boner)
- 1991 : Tulip (Boner)
- 1993 : Best of Steel Pole Bathtub (Boner)
- 1993 : The Miracle of Sound in Motion (Boner/Tupelo)
- 1993 : Your Choice Live Series (Your Choice Records)
- 1994 : 'Some Cocktail Suggestions ... From Steel Pole Bath Tub! (EP, Boner/Tupelo)
- 1995 : 'Scars From Falling Down (Slash Records/London)
- 1995 : Tragedy Ecstasy Doom and So On (Genius)
- 2001 : Unlistenable (Zero to One)

### Milk Cult
- 1992 : 'Love God (Boner/Tupelo)
- 1994 : 'Burn or Bury (Basural/Priority, feat. Mike Patton)
- 1996 : 'Bruce Lee Marvin Gaye (ZK)
- 2000 : 'Project M13 (Zero to One)

### Tumor Circus
- 991 : Tumor Circus (Alternative Tentacles)